# Carlos de Melo Manoel da Câmara Gomes
Carlos de Melo Manuel da Câmara Gomes (Ponta Delgada, 9 de fevereiro de 1887 — Ponta Delgada, 30 de março de 1973), 5.º conde da Silvã, foi um advogado e gestor de empresas, militante monárquico, que se distinguiu na política açoriana. Foi presidente da Câmara Municipal de Ponta Delgada..

## Biografia
Nasceu em Ponta Delgada, filho da 4.ª condessa da Silvã. Formou-se em Direito na Universidade de Coimbra.   
Monárquico, participou nas incursões monárquicas chefiadas por Paiva Couceiro, que tiveram lugar durante a Monarquia do Norte. Derrotada a tentativa de restaurar a monarquia, foi obrigado a refugiar-se na Galiza, partindo depois para o exílio em Londres. Amnistiado, fixou-se na ilha de São Miguel, onde se dedicou à advocacia e à gestão de empresas.
Personalidade ilustre da sociedade micaelense, foi vogal da comissão administrativa da Junta Geral do Distrito Autónomo de Ponta Delgada, presidente da Câmara Municipal de Ponta Delgada em 1939, e diretor da Companhia de Seguros Açoreana e da Mutualista Açoreana.
Usou o título de conde da Silvã por autorização do rei D. Manuel II, dada no exílio em 1924, confirmada pelo Conselho da Nobreza em 1957.
Faleceu subitamente aos 86 anos de idade, na sua residência em Ponta Delgada. Foi casado com Maria da Paz Albarran. Foi sepultado no Cemitério de São Joaquim, em Ponta Delgada.